# Bahnbetriebswerk Haltingen

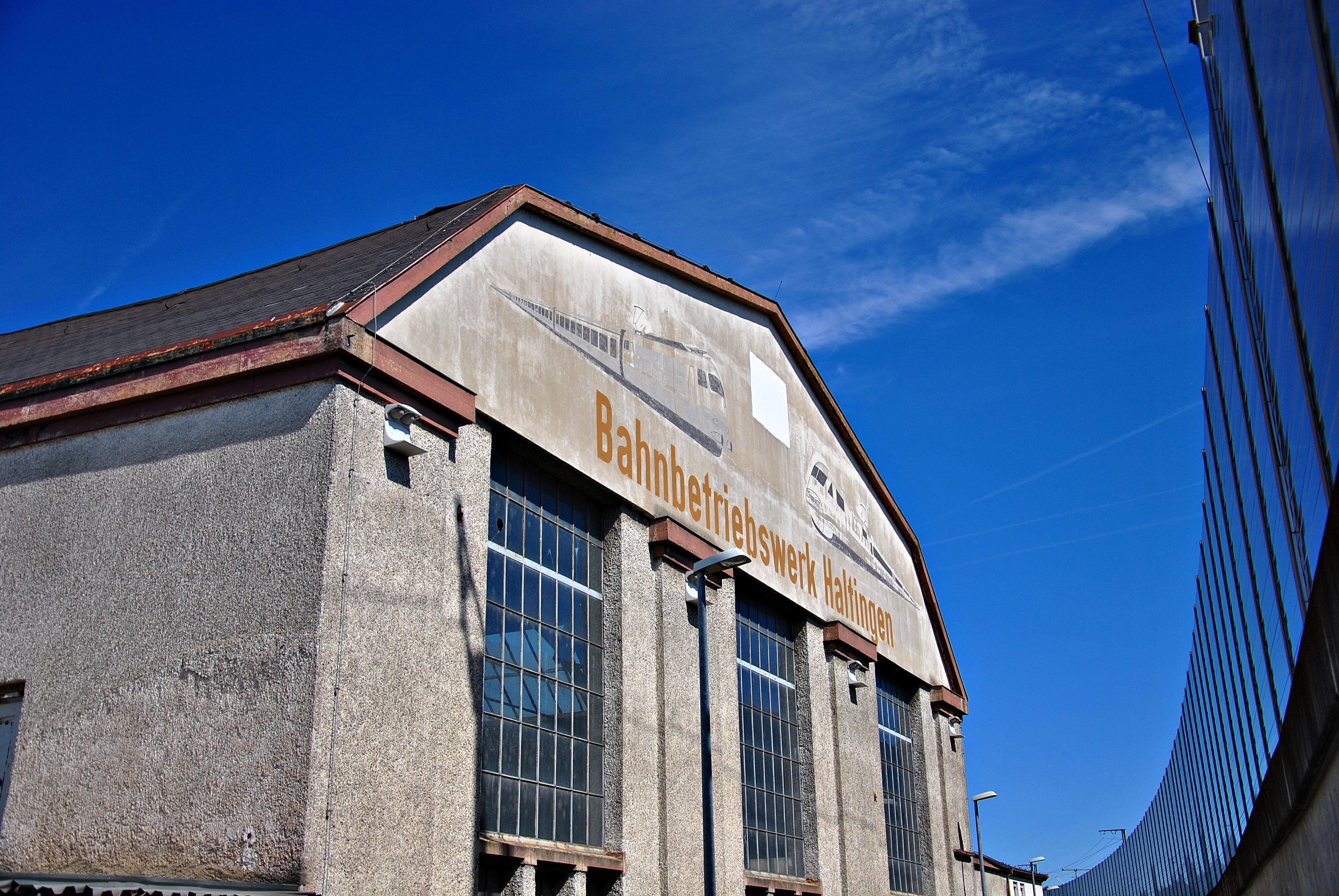
Ehemalige Anlage

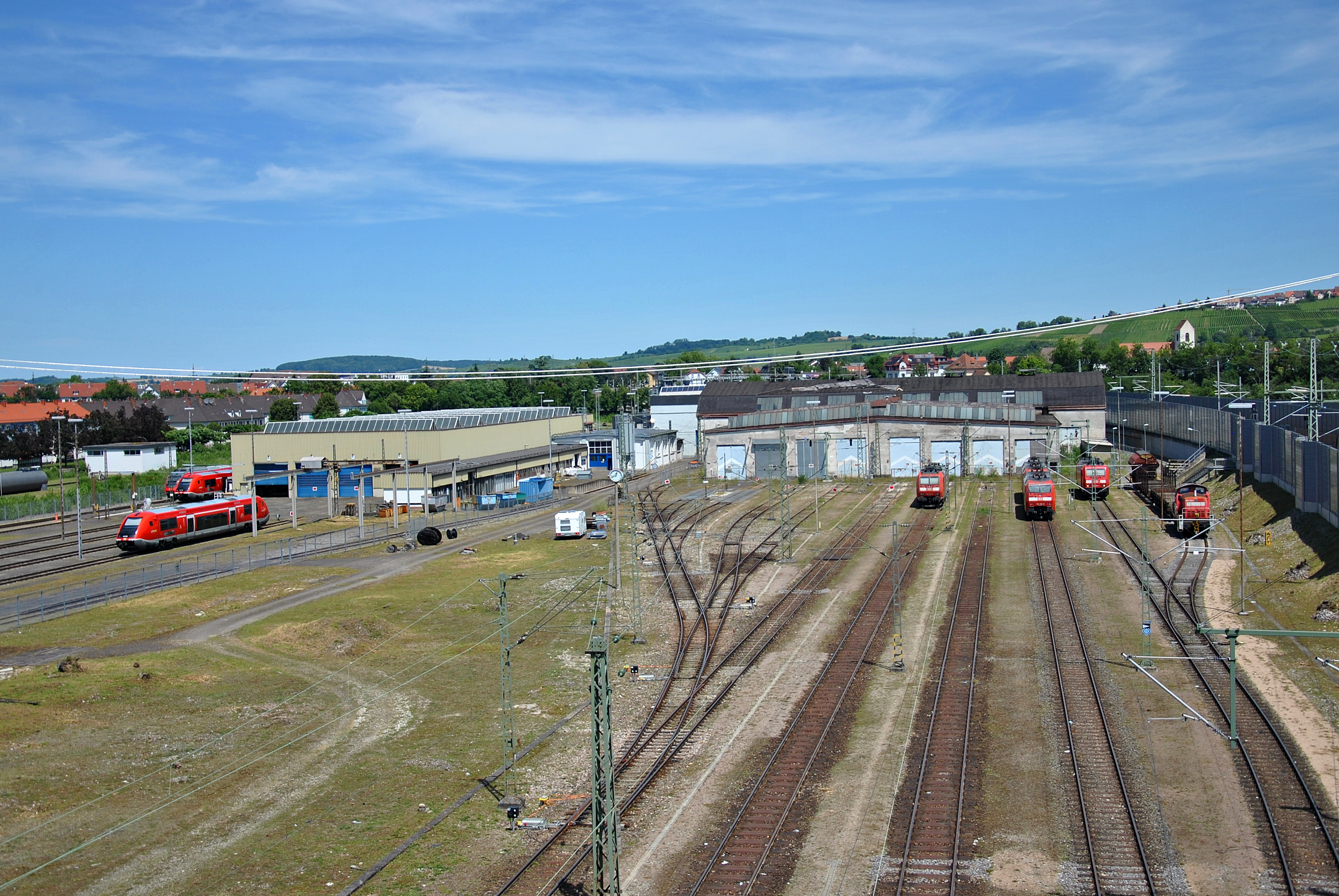
Das Bahnbetriebswerk von der B 532 aus gesehen

Das Bahnbetriebswerk (Bw) Haltingen wurde 1912 errichtet. In der Hochzeit seines Bestehens waren hier 500 Mitarbeiter beschäftigt. Das Bahnbetriebswerk Haltingen unterhielt bis zum Jahr 1969 Dampflokomotiven. Für die Wasserversorgung war ein Wasserturm mit einem Fassungsvermögen von 500 m³ vorhanden, der heute noch als Kulturdenkmal existiert.

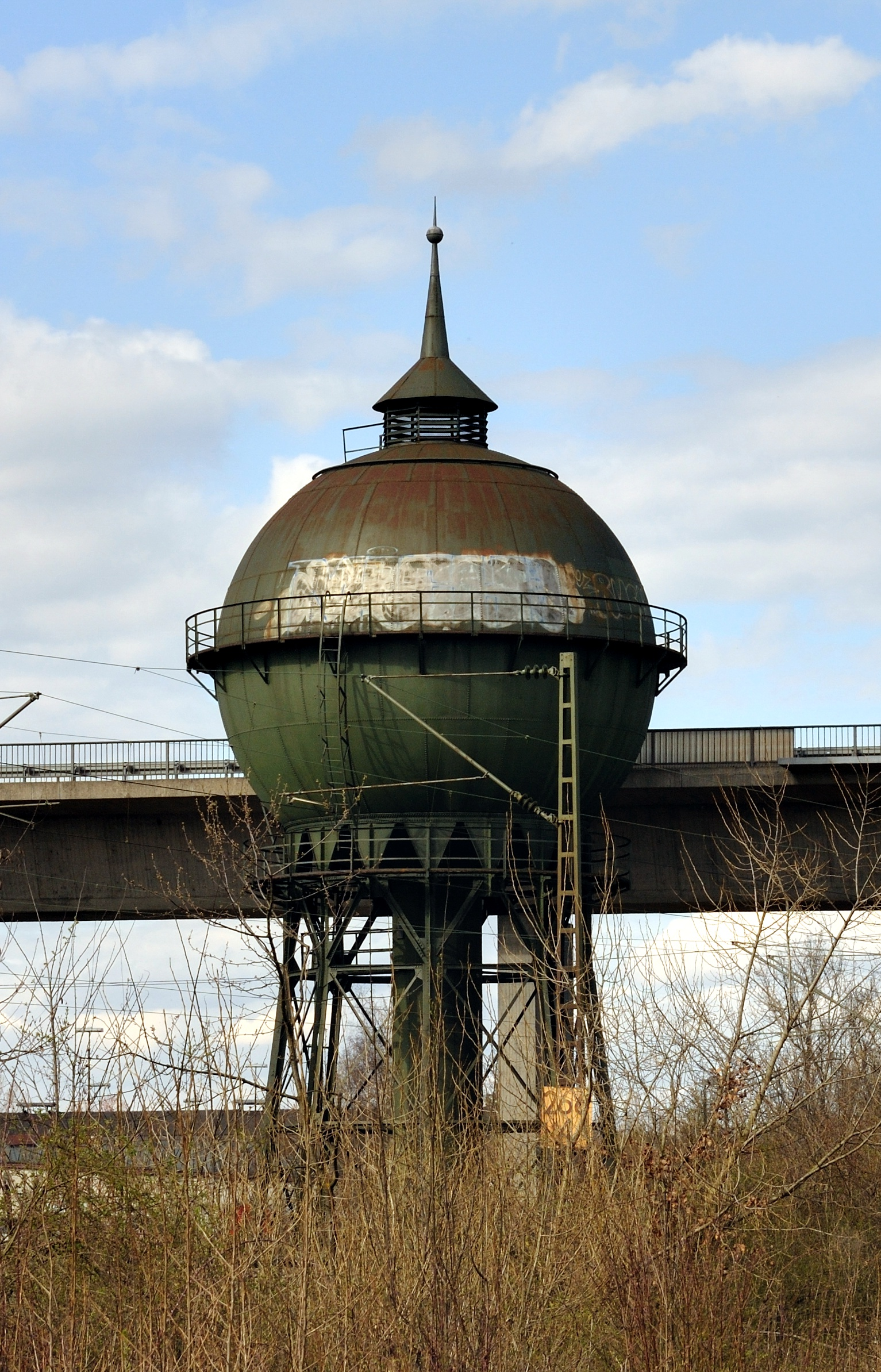
Wasserturm im Bw Haltingen

Inzwischen wurde das ehemalige Betriebswerk zu einem Werk von DB Regio, das für die Wartung, Instandhaltung und Abstellung der Dieseltriebwagen der Baureihen 641, 644 und 612 zuständig ist.

## Geschichte
Das Bahnbetriebswerk gehörte zum Rangierbahnhof Basel Badischer Bahnhof, der teilweise in Deutschland und teilweise in der Schweiz liegt. Der 1905 eröffnete Bahnhof sowie das Bw wurden von den Großherzoglichen Badischen Staatseisenbahnen errichtet. Das Bahnbetriebswerk besaß einen Lokomotivschuppen für 32 Lokomotiven und entsprechenden Werkstätten, in Weil am Rhein wurden die zugehörigen Wohnsiedlungen für Bediensteten der Eisenbahn erbaut. Die Eröffnung erfolgte am 15. Dezember 1912, als die Betriebswerkstätte Basel nach Haltingen mit der Bezeichnung Bwst. Basel Rangierbahnhof verlegt wurde.
Am 1. April 1932 war das Betriebswerk mit seinem Lokbahnhof Lörrach dem Reichbahnmaschinenamt Freiburg (Breisgau) unterstellt.
In den Jahren nach dem Zweiten Weltkrieg wurden in Haltingen zahlreiche nicht betriebsfähige Dampflokomotiven abgestellt, die teilweise später instand gesetzt oder verschrottet wurden. Darunter waren viele Exemplare der Baureihen 42, 44 und 57.
Nach der Umwandlung des Bahnbetriebswerkes Waldshut am 1. März 1967 in eine Außenstelle (Ast.) für den Lok- und Fahrdienst wurde die Ast. Waldshut dem Bw Haltingen unterstellt. Am 24. Oktober 1975 wurde die Ast. Waldshut geschlossen.
Bei einer Neugliederung der Dienststellen am 1. Januar 1983 erhielt das Bw zwei Stützpunkte in Basel Bad Pbf. und in Basel Bad Rbf.
Innerhalb des Werksgeländes existierte eine eigene Bahnfeuerwehr. 1998 war diese mit einem am 1. April 1970 übernommenen Tanklöschfahrzeug TLF 16 ausgestattet.
Im Oktober 2011 wurden die ehemalige Kantine und die Lehrwerkstatt abgerissen, um ein Überwerfungsbauwerk zu errichten und die Gütergleise im Rahmen der Neubaustrecke verlegen zu können.
Zum 1. Juli 2016 war die nunmehrige Regio-Werkstatt Haltingen für die Bedarfsinstandsetzung sowie Fristarbeiten fast aller Lokbauarten und Dieseltriebwagen zuständig.

## Planungen
Es ist geplant, im westlichen Bereich des Betriebswerkes eine Abstell- und Behandlungsanlage mit fünf elektrifizierten Abstell- und Behandlungsgleisen mit einer Nutzlänge von bis zu 410 m zur Abstellung von ICE-Triebzügen zu bauen. Während der Abstellzeit soll die Innenreinigung in diesen Züge durchgeführt werden. Dazu soll die vorhandene Tankstelle der DB Energie GmbH verlegt sowie ein Lager- und Sozialgebäude errichtet werden.

## Ehemalige Lokhalle
Die schon länger leerstehende Lokhalle mit Schiebebühne soll bis Ende des Jahres 2024 abgerissen werden. Grund hierfür sind bauliche Mängel, die durch ausbleibende Instandsetzungsarbeiten verursacht worden sind. Das mittlerweile komplett einsturzgefährdete Gebäude ist zwischenzeitlich vollständig mit einem Bauzaun abgesperrt worden.